# JR Central Towers
JR Central Towers è un grattacielo per uffici situato a Nagoya.
Alto 245 metri e con 51 piani, ospita la sede della Central Japan Railway Company (JR Central).